# Červené botičky
Červené botičky (2001) je sbírka povídek prozaičky Anny Zonové odehrávajících se v bývalých Sudetech na Jesenicku. Jde o spisovatelčinu knižní prvotinu, kterou vydala ve svých třiceti devíti letech.

## Charakteristika
Kniha obsahuje celkem sedmnáct povídek, které zachycují život lidí ve slezském Jesenicku. Je to kraj zalidněný vyhnanci a přivandrovalci na okraji společnosti. Většinou se jedná o tragické postavy s pocitem vykořeněnosti, které byly do bývalých Sudet částečně nalákány a částečně násilně dosídleny. Odsun Němců po válce je také významný motiv některých povídek. Povídky jsou ale především zaměřeny na mezilidské vztahy a osobní problémy postav a často jsou v nich zdůrazněny erotické motivy (problematická manželství, milenecký vztah římskokatolického kněze, dívka zneužívaná otcem, promiskuita, alkoholismus, beznaděj).
Vyprávění je vedeno v ich-formě plné vnitřních monologů a asociativního uvažování. Ve většině povídek je vypravěčem ženská postava. Kompozičním postupem je in media res, protože povídky většinou začínají uprostřed děje a teprve v retrospektivě se dozvídáme potřebné souvislosti. Typické pro vyprávění jsou jednoduché a krátké věty obsahující i vulgarismy, takže vyprávění působí stroze, přímočaře a expresivně. Tento způsob vyprávění se ale setkal i s kritikou.

## Seznam povídek
Edita; Nebudu dojičkou; Muž, který mi přestal vonět; Haló, no tak haló; Zmražené kuře (Hlavně chceme být šťastní); Červené botičky; Morče; Jenom jako; Pop; Omlouvám se; Beránek; Jednu pistáciovou; Poštovní schránka; Podkroví; Pes I.; Pes II.; Sudetská pieta.

## Překlady
Kniha vyšla v nizozemštině pod názvem Rode schoentjes; překlad a doslov Hank Geerts a Tanja Meijer, Voetnoot (edice Moldaviet č. 31), Amsterodam – Antwerpy 2021, ISBN 9789491738777.